# Bunkyō
Bunkyō (文京区, Bunkyō-ku) és un municipi i districte especial de Tòquio, a la regió de Kantō, Japó. Bunkyō és conegut per ser seu de grans institucions com la Universitat de Tòquio o el Kōdōkan així com per tindre importants instal·lacions de masses com ara el Tokyo Dome, el Kōrakuen Hall i fins i tot el Bunkyō Civic Center, l'ajuntament en forma de gratacels i amb mirador.

## Geografia
El districte especial de Bunkyō es troba localitzat a la part central de la regió dels districtes especials de Tòquio. Com que Bunkyō va ser creat per la fusió dels antics districtes urbans de Hongō i Koishikawa, els barris del districte encara són generalment diferenciats entre aquestes dues zones d'acord amb la seua antiga pertinença. El terme municipal de Bunkyō limita amb els de Kita al nord; amb Arakawa i Taitō a l'est; amb Chiyoda al sud i amb Shinjuku i Toshima a l'oest.

### Barris
Els barris que formen Bunkyō són els següents:
- Ōtsuka (大塚)
- Otowa (音羽)
- Kasuga (春日)
- Koishikawa (小石川)
- Kōraku (後楽)
- Kohinata (小日向)
- Suidō (水道)
- Sekiguchi (関口)
- Sengoku (千石)
- Sendagi (千駄木)
- Nishikata (西片)
- Nezu (根津)
- Hakusan (白山)
- Hon-Komagome (本駒込)
- Hongō (本郷)
- Mukōgaoka (向丘)
- Mejiro-Dai (目白台)
- Yayoi (弥生)
- Yushima (湯島)

## Història
El territori que actualment ocupa el districte de Bunkyō va formar part fins a la restauració Meiji de la ciutat d'Edo, a l'antiga província de Musashi. El 2 de novembre de l'any 1878, quan Edo passa a ser capital de l'imperi amb el nom de Tòquio, es creen els districtes o ku de Koishikawa i Hongō.
L'actual districte especial de Bunkyō es creà el 15 de març de 1947 quan els districtes de Koishikawa i Hongō es van fussionar.

## Administració

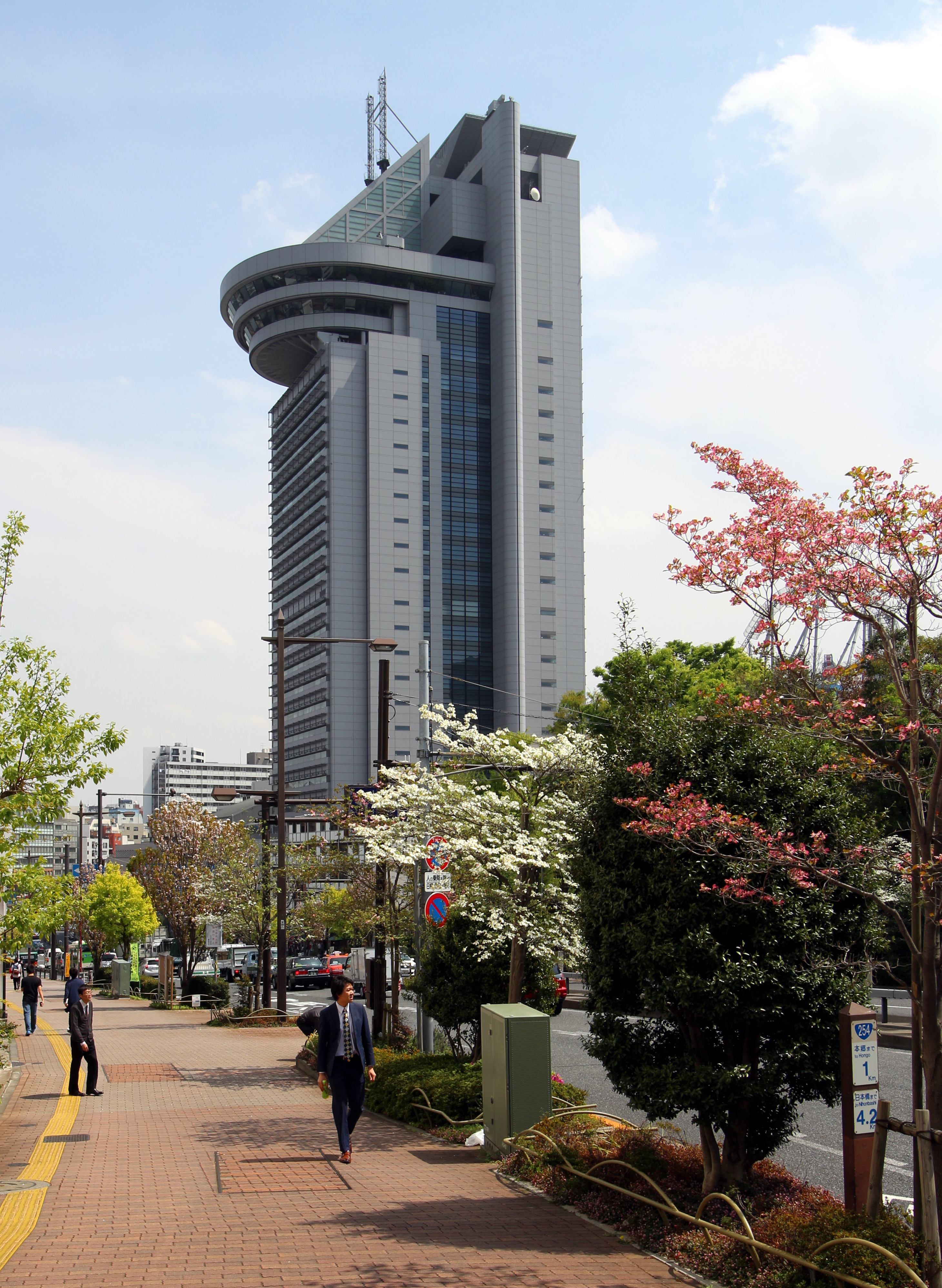
L'ajuntament, Bunkyō Civic Center

### Alcaldes
Aquest són els alcaldes democràtics de Bunkyō:
- Takuzō Igata (1947-1967)
- Tetsurō Ogawa (1968-1973)
- Masanori Endō (1973-1999)
- Tsutomu Kemuriyama (1999-2007)
- Hironobu Narisawa (2007-present)

### Assemblea
| Assemblea de Bunkyō (2019-2023) | Assemblea de Bunkyō (2019-2023)  | Assemblea de Bunkyō (2019-2023) | Assemblea de Bunkyō (2019-2023) |
| PR: Toshikane Tanaka (PLD)      | PR: Toshikane Tanaka (PLD)       | VP: Kazuhito Yamamoto           | VP: Kazuhito Yamamoto           |
| Grups polítics                  | Grups polítics                   | Grups polítics                  | Regidors                        |
| ------------------------------- | -------------------------------- | ------------------------------- | ------------------------------- |
|                                 | Partit Liberal Democràtic        | PLD                             | 10 / 34                         |
|                                 | Independents                     | Ind                             | 7 / 34                          |
|                                 | Partit Comunista del Japó        | PCJ                             | 6 / 34                          |
|                                 | Partit Democràtic Constitucional | PDC                             | 5 / 34                          |
|                                 | Kōmeitō                          | KMT                             | 4 / 34                          |
|                                 | Partit Democràtic Popular        | PDP                             | 1 / 34                          |
|                                 | Grup Protector de la Llibertat   | GPL                             | 1 / 34                          |

## Demografia
| 1920    | 1930    | 1940    | 1950    | 1960    | 1970    | 1980    |
| ------- | ------- | ------- | ------- | ------- | ------- | ------- |
| 282.080 | 288.242 | 300.801 | 190.746 | 259.383 | 234.326 | 202.351 |
| 1990    | 2000    | 2010    | 2020    | 2030    | 2040    | 2050    |
| 181.269 | 176.017 | 206.692 | 236.446 | -       | -       | -       |

## Transport

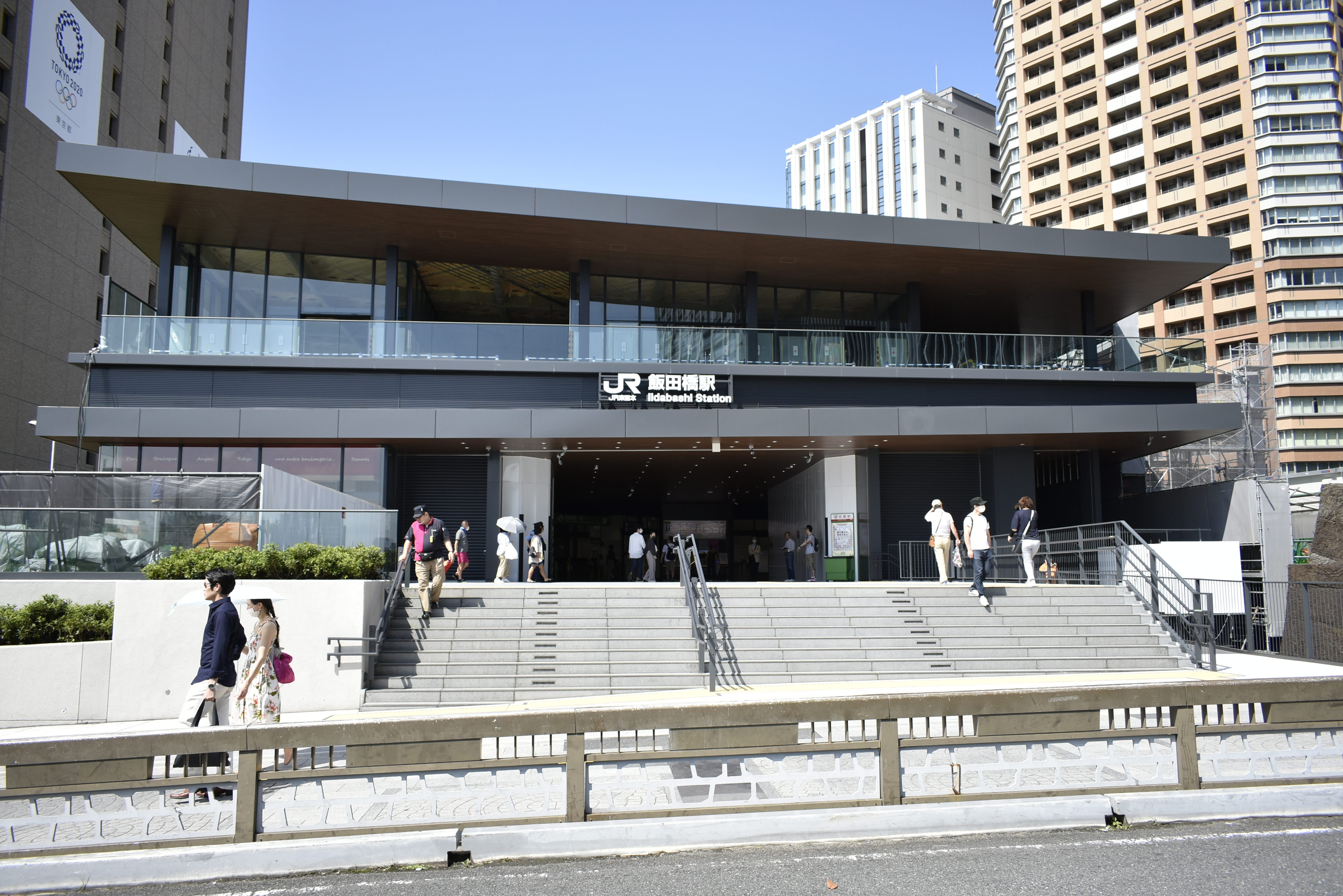
Estació d'Iidabashi (2020)

### Ferrocarril
- Metro de Tòquio
  - Shin-Ōtsuka - Myōgadani - Kōrakuen - Hongō-sanchōme - Ochanomizu - Hon-Komagome - Tōdaimae - Gokokuji - Edogawabashi - Sendagi - Nezu - Yushima
- Metro Públic de Tòquio (TOEI)
  - Sengoku - Hakusan - Kasuga - Suidōbashi - Ueno-Okachimachi - Hongō-sanchōme - Iidabashi

### Carretera
- Autopista Metropolitana de Tòquio (Shuto)
- Nacional 7 - Nacional 254

## Agermanaments
- Kaiserslautern, Renània-Palatinat, Alemanya. (març de 1988)
- Tsuwano, prefectura de Shimane, Japó. (1 d'octubre de 2012)
- Fukuyama, prefectura de Hiroshima, Japó. (20 de març de 2018)[6]
- Morioka, prefectura d'Iwate, Japó. (20 de febrer de 2019)[7]